# Sidr (cycloon)

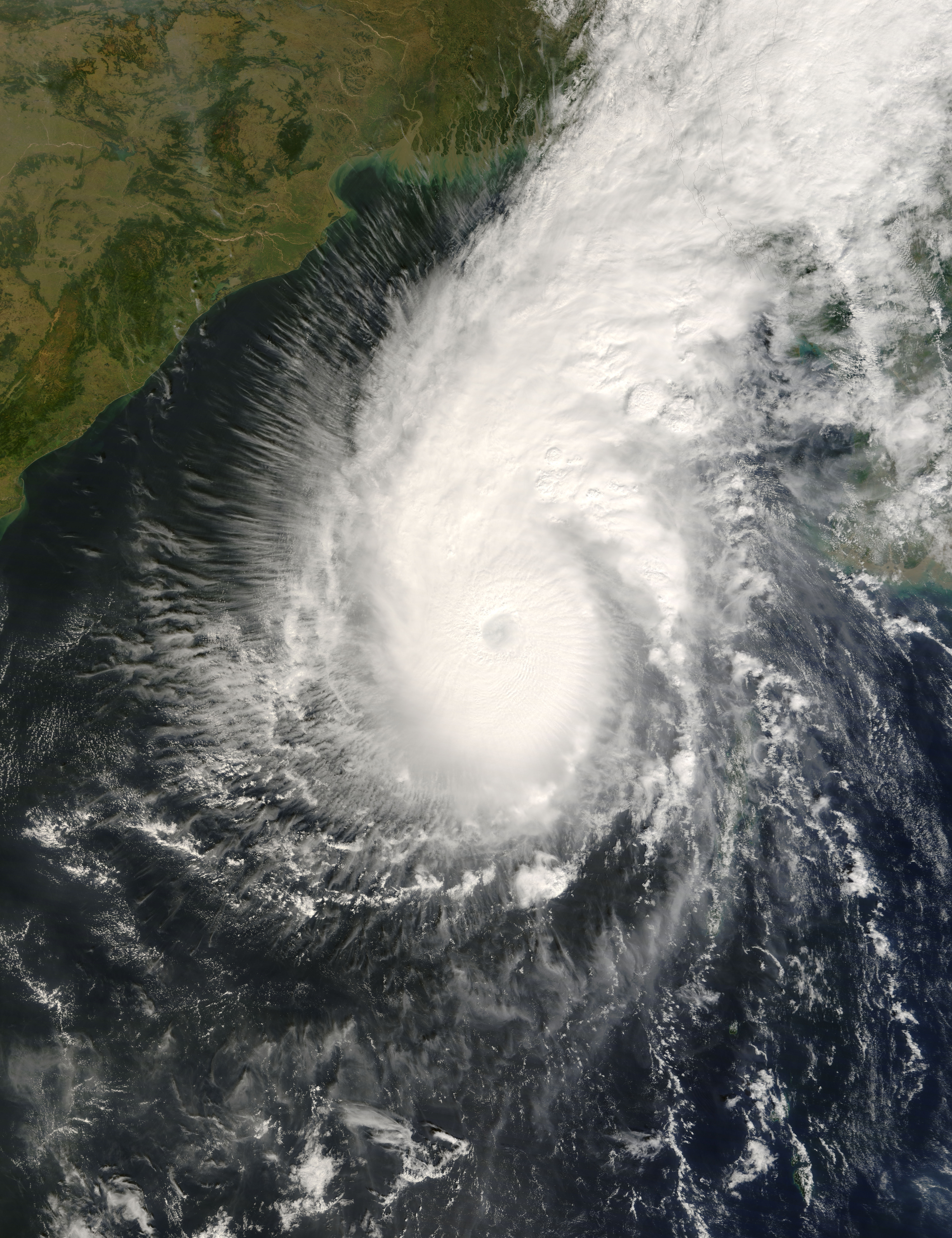
Satellietfoto van Sidr.

Sidr was een cycloon die op 15 en 16 november 2007 over Bangladesh trok met windsnelheden van meer dan 200 km/h. Daarmee was het een volgens meteorologen zeer gevaarlijke cycloon die in de zwaarste categorie thuishoort.

## Evacuaties
Enkele dagen eerder was men al begonnen met massale evacuaties en trokken veel bewoners naar het veiliger binnenland. De kuststreek van Bangladesh staat bekend als een van de gevaarlijkste en kwetsbaarste kustgebieden van de wereld. Vooral de zuidelijke steden Patuakhali, Barguna en Jhaliakathi liepen gevaar.

## De gevolgen
De cycloon trok over het zuiden van Bangladesh met een snelheid van 260 km/h. Vooral het zuiden werd zoals voorspeld zwaar getroffen. Met name het gebied bij Patuakhali, Barguna en Jhaliakathi raakte overstroomd. Zeker 600.000 mensen werden uit dertien kustgebieden geëvacueerd. Volgens offiecele cijfers zijn 3447 mensen om het leven gekomen en worden er nog honderden, zo niet duizenden mensen vermist. De steden Patuakhali, Barguna en Jhaliakathi werden volgens ooggetuigen getroffen door een vloedgolf van vijf meter hoog. De mangrovebossen en het oerwoud hebben aanzienlijke schade opgelopen. 
Het aantal slachtoffers is ten opzichte van eerdere cyclonen betrekkelijk laag vanwege een waarschuwingssysteem. Op die plekken waar dit systeem niet aanwezig was, zijn de (meeste) slachtoffers te betreuren.